# Sd.Kfz. 9
Il  Sd.Kfz. 9 (conosciuto anche come "Famo") era un semicingolato tedesco utilizzato durante la seconda guerra mondiale. Era il più pesante semincingolato prodotto in quantità dalla Germania nazista durante gli anni della guerra. Gli impieghi principali furono quello di trattore d'artiglieria per artiglierie trainate super-pesanti, come il 24 cm Kanone 3, e quello di mezzo di recupero per carri armati. Venne prodotto in circa 2.500 esemplari tra il 1938 ed il 1945.

## Progettazione e sviluppo
Il progetto preliminare comune a tutti i semicingolati tedeschi della prima fase della guerra fu steso dall'ingegnere Ernst Kniepkamp del dipartimento per la motorizzazione militare Wa Prüf 6, prima che i Nazisti salissero al potere nel 1933. I suoi progetti vennero poi ceduti alle industrie automobilistiche per lo sviluppo e le sperimentazioni. La Fahrzeug- und Motorenbau GmbH (FAMO) di Breslavia ricevette il contratto per la produzione della versione pesante da 18 tonnellate. Il primo prototipo, il FM gr 1, venne completato nel 1936. Era propulso da un motore Maybach HL98 TUK ed era lungo solo 7,7 metri. Il prototipo F 2 fece la sua comparsa nel 1938 e differiva dal precedente solo per pochi dettagli. Il modello F 3 venne presentato nel 1939 e divenne il modello di produzione di serie. Il progetto venne progressivamente semplificato durante la guerra per ridurre i costi e risparmiare su metalli. Alcuni veicoli prodotti su licenza dalla Tatra montavano un motore diesel a 12 cilindri Type 103 raffreddato ad aria. Durante la guerra sul retro del telaio vennero aggiunti dei grossi vomeri per stabilizzare il mezzo durante il recupero di carri e altri veicoli pesanti.

## Caratteristiche

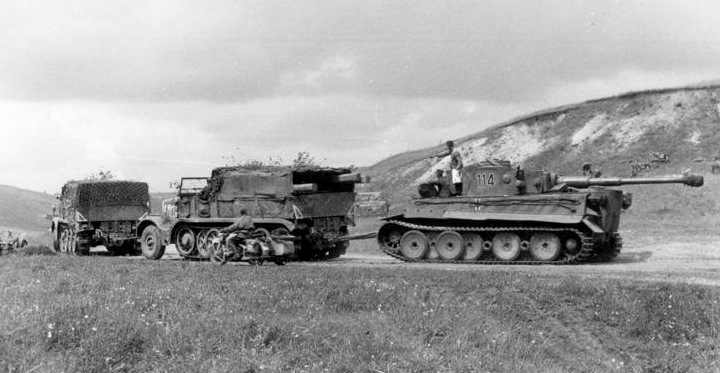
Due Sd.Kfz. 9 trainano un Tiger I in Russia.

Il Sd.Kfz. 9 era costituito da un telaio in longheroni, motorizzato da un 12 cilindri a benzina Maybach HL 108, raffreddato ad acqua, erogante 270 hp. La trasmissione sincronizzata ZF G 65 VL 230 aveva 4 marce avanti ed una indietro. Disponeva di due serbatoi per il carburante, uno da 90 litri ed uno da 230.
La sterzata era comandata sia dalle ruote che dai cingoli: per le sterzate leggere venivano utilizzate solo le ruote anteriori, mentre per una sterzata più stretta si azionavano anche i freni di uno dei due cingoli. Le ruote motrici, come su tutti i semicingolati tedeschi, erano dotate di rulli invece dei più comuni denti. Il treno di rotolamento era formato da sei doppie ruote, sovrapposte ed intersecate (sistema Schachtellaufwerk), montate su braccetti ammortizzati da barre di torsione. La ruota folle posteriore serviva a regolare la tensione dei cingoli. Le ruote frontali erano montate su balestre.
La parte superiore del veicolo aveva una sezione anteriore per l'equipaggio, comune a tutte le versioni, con una panca per il conduttore ed il suo assistente ed un'altra per l'equipaggio. Al parabrezza, ribaltabile sul cofano e rimovibile, quando eretto veniva fissato il telone in canapa a protezione dell'equipaggio. L'allestimento della parte posteriore invece era specifica per ogni versione. Questa, nella versione trattore d'artiglieria, conteneva due panche extra per i serventi del pezzo e cassone per le casse le munizioni. Nella versione cargo la parte posteriore era invece formata da un cassone e da due compartimenti laterali, con apertura all'esterno.
Il Sd.Kfz. 9 era progettato per una capacità di traino di 28 t. Questa era adeguata per il traino di carri armati medi come il Panzer IV, ma per i successivi Tiger I, Panther e Königstiger erano necessari due ma anche 3 o 4 trattori. Per il trasporto dei veicoli danneggiati il mezzo disponeva di rimorchi a pianale ribassato Sd.Anh. 116.
Tutte le versioni erano dotate di verricello, montato al centro del veicolo, appena sotto il pianale di carico.

## Varianti

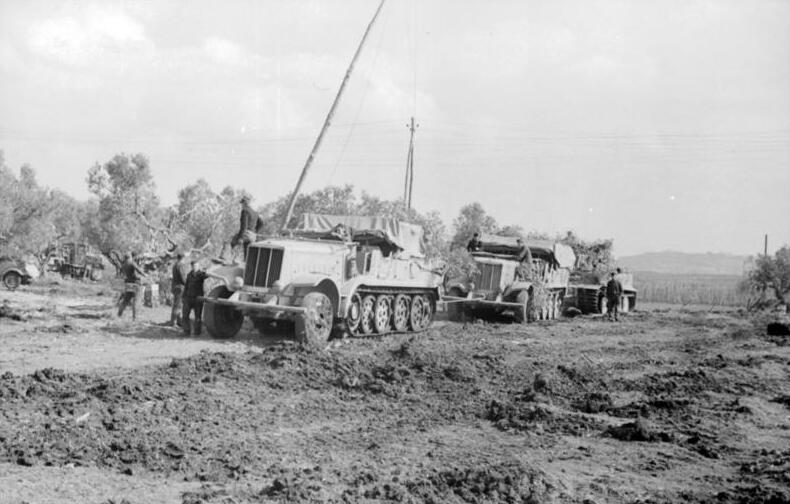
Due Sd.Kfz. 9 pronti per il traino di un Tiger I.

Sd.Kfz. 9versione base, in allestimento trattore d'artiglieria o cargo.
Sd.Kfz. 9/1versione da recupero con gru da 6 tonnellate di portata al posto della panca per l'equipaggio e del cassone. Venne fornito alle unità di manutenzione dei reparti corazzati all'inizio del settembre 1941.
Sd.Kfz. 9/2versione da recupero, potenziata con una gru più potente, da 10 tonnellate di portata, ad azionamento benzina/elettrico. Questa richiedeva l'abbassamento di stabilizzatori prima dell'utilizzo.
8.8 cm Flak 18 (Sfl.) auf Zugkraftwagen 18t (Sd.Kfz. 9)versione cacciacarri, realizzata in 15 esemplari durante la guerra ed armata con il cannone antiaereo 8,8 cm FlaK 18. La cabina ed il vano motore erano leggermente (14,5 mm) ma interamente blindati. Ciò limitava il brandeggio del cannone sulla parte frontale del mezzo. Il cannone era montato su una piattaforma con pedane laterali ribaltabili che, per sostenere il peso dei serventi, venivano fissati a terra da stabilizzatori. Il peso del veicolo si attestava su 25 t, con una lunghezza di 9,32 m, 3,67 m di altezza e 2,65 m di larghezza. Secondo una fonte i primi prototipi furono realizzati nel 1943.

## Produzione

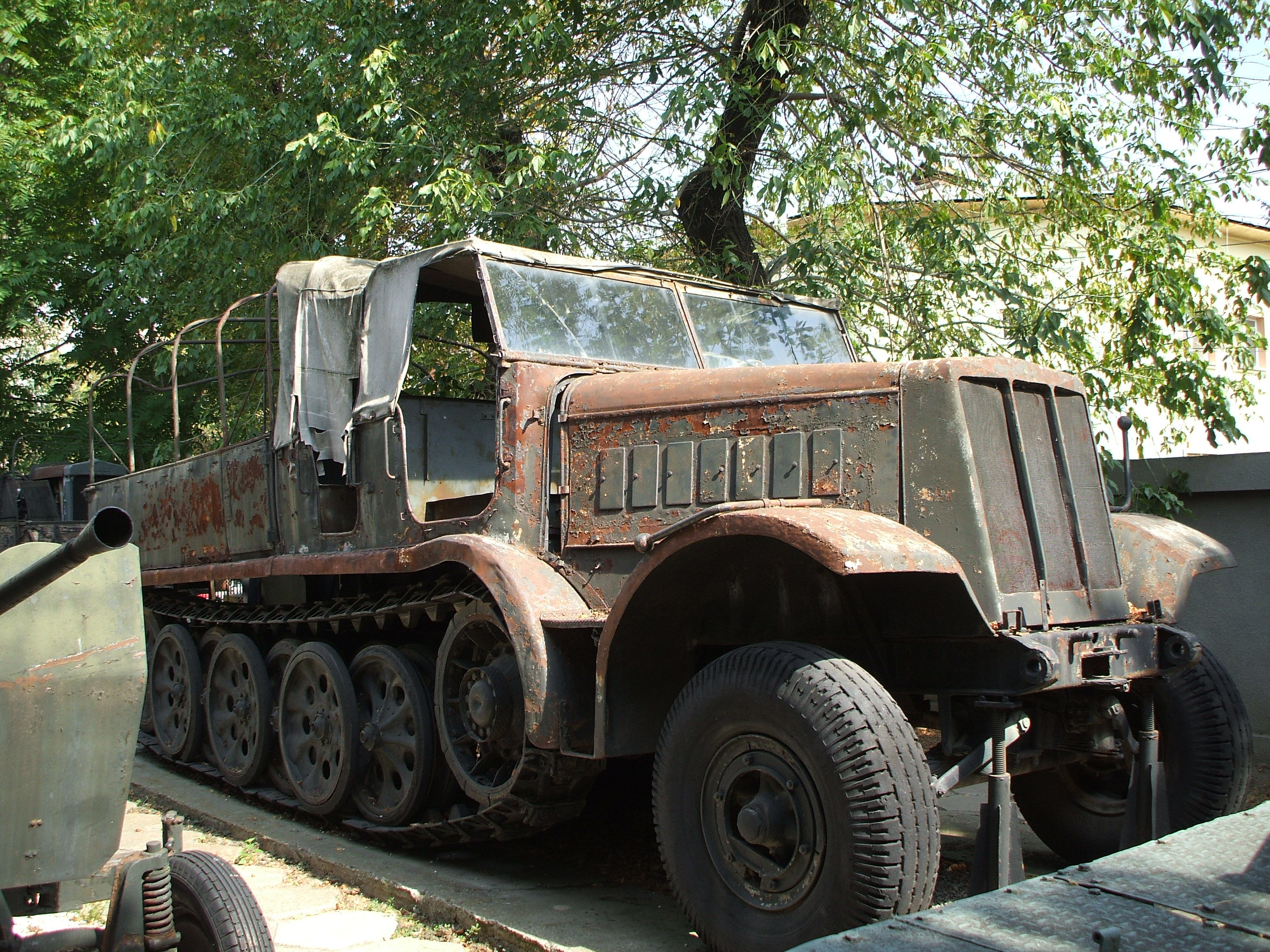
Un Sd.Kfz. 9 esposto al Museo nazionale militare di Bucarest.

Oltre alla FAMO, la Vomag di Plauen iniziò la produzione di Sd.Kfz. 9 nel 1940, seguita nell'ultimo anno di guerra dalla Tatra. Il 20 dicembre 1942 risultavano in servizio 855 esemplari. Nel 1943 vennero prodotti 643 mezzi, 834 nel 1944. In totale vennero realizzati circa 2.500 esemplari.